# Державна галерея мистецтв (Штутгарт)
Державна галерея мистецтв Штутгарта — один з найважливіших музеїв мистецтва у землі Баден — Вюртемберг та одна з найвагоміших художніх колекцій Німеччини. Галерея була заснована Вільгельмом I (королем Вюртембергу) як Музей образотворчого мистецтва. Відкрита у 1834 році неокласична будівля Старої Галереї, зведена архітектором Готлібом Георгом Бартом, виставляє як картини Високого Середньовіччя, так і скульптури, починаючи з 19 століття. Крім того, галерея має велику колекцію графіки. У 1984 році було відкрито додаткову будівлю Нової Державної Галереї, зведену архітектором Джеймсом Стерлінгом, яка є шедевром стилю постмодерн в Німеччині.

## Архітектура та історія

### Заснування
Державна галерея Штутгарта бере свій початок від Королівського музею образотворчого мистецтва, відкритого у 1834 році, що об'єднував Штутгартську художню школу та усі, закріплені за нею, міські колекції.

### Стара державна галерея
У неокласичній будівлі Старої галереї, що належить до найстаріших музейних будівель Німеччини, початково разом з художньою колекцією розміщувалась королівська художня школа. Художні колекції, які в першу чергу були навчальним матеріалом для учнів художньої школи, вміщали картини, велику кількість пластикових копій гіпсових зліпків та Мідьорит.
Трикрила будівля була зведена впродовж 1838—1942 років. Первісна будівля була розширена архітектором Альбертом фон Боком у 1881—1888 роках шляхом додавання двох будівель позаду. Протягом 19 століття професори художньої школи були також директорами колекцій зі своїх дисциплін.
З 1901 до 1907 року, під час керування директора Конрада Ланге, зали галереї були реорганізовані, а сама колекція була вперше систематизована. З 1931 року відділ живопису (під час керування директора Д-р. Брауне) носив загальну назву «Державна галерея» і був розділений разом із дочірніми будівлями, колекцією графіки та скульптури, включаючи колекцію гіпсу, між будівлями на Неккарштрассе, 32 (Музей образотворчого мистецтва: колекція живопису та скульптури; давня скульптура та гіпс) та Кенігштрассе, 32 (колишній Кронпринценпалац: новіші картини швабських художників, колекція графіки, колекція скульптури: новітня скульптура)".
У 1944 році Кронпринцпалац та будівля на Неккарштрассе,32 були повністю зруйновані під час важких бомбардувань Штутгарта. Після відбудови, що почалась з 1946 року, приміщення були знову відкриті у 1958 році. Масштабні ремонтні роботи проводились у 2006 та 2010 році.
Колекція фотографій Мідьориту знаходиться у фотоколекції інституту Історії мистецтва Тюбінгенського університету.

### Нова державна галерея

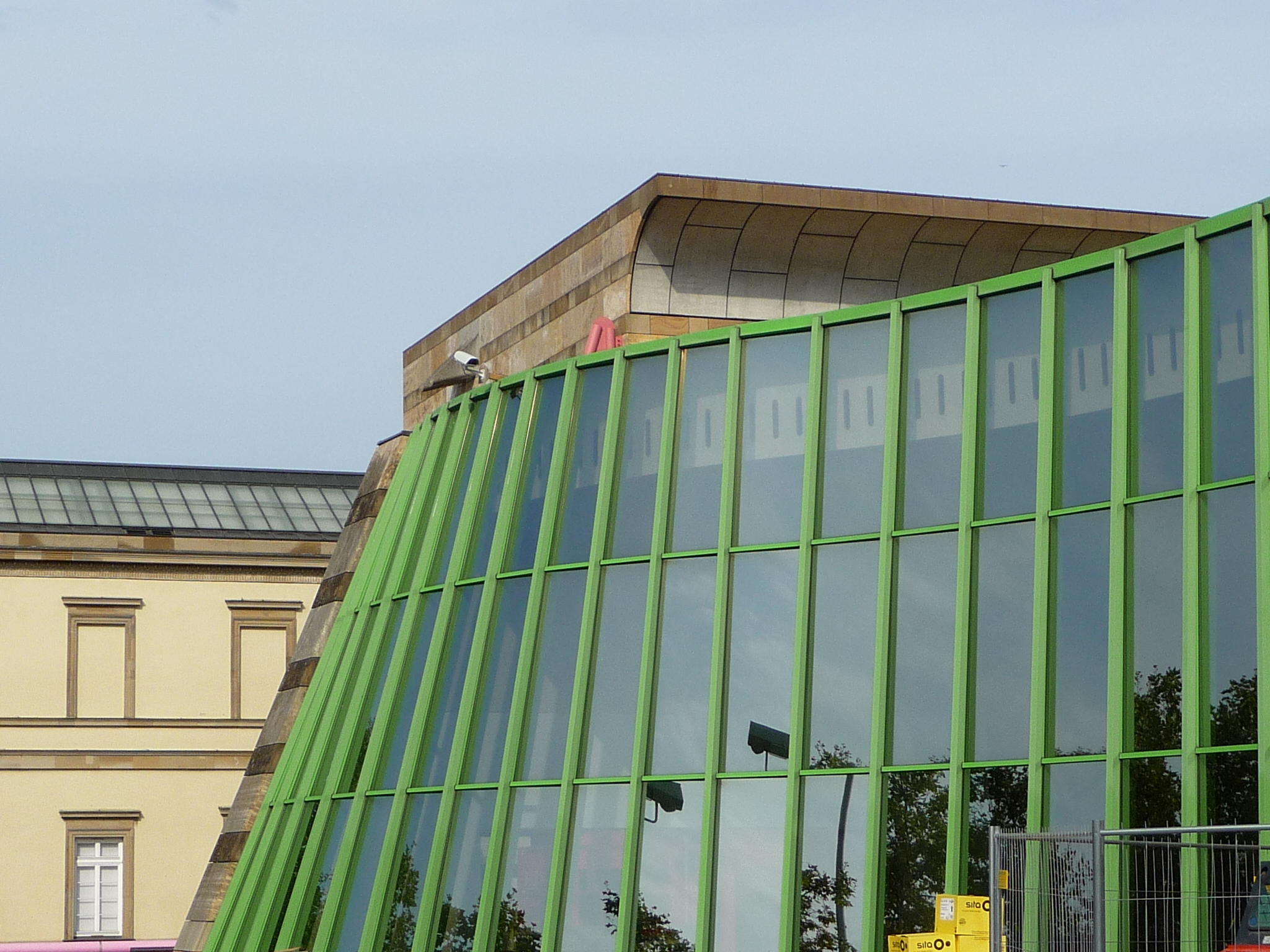
Нова Державна галерея

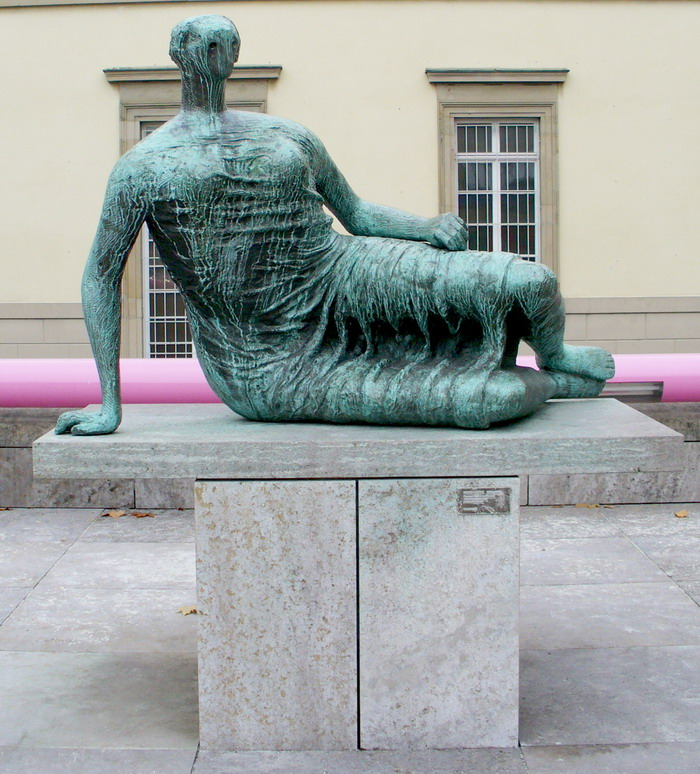
Генрі Мур "Людина, що лежить"

У 1974 році земля Баден-Вюртемберг організувала загальний конкурс ідей для облаштування території музею. 1977 року було організовано міжнародний конкурс з обмеженим колом учасників на розширення Старої державної галереї. На додаток до семи лауреатів 1974 року, серед яких був Гюнтер Беніш, до участі було запрошено чотирьох іноземців. Проект лондонського бюро Джеймс Стерлінг, Michael Wilford & Associates був одноголосно визнаний переможцем конкурсу. Нова державна галерея була урочисто відкрита 9 березня 1984 року. Сьогодні вона вважається одним з найважливіших творів постмодерністської архітектури в Німеччині. У 1985 році перед головним входом було встановлено скульптуру Генрі Мура «Фігура, що лежить».
Нетрадиційна архітектура будівлі спочатку викликала суперечки як серед експертів, так і серед широкої громадськості. Іронічно відчужені історизовані форми будівлі та облицювання з чергуванням травертину і пісковику контрастують з яскраво-зеленими вікнами, різнокольоровими сталевими балками і рожево-блакитними поручнями. Реакція міжнародної фахової преси була переважно позитивною. Однак провідні архітектори, такі як Фрай Отто, та архітектурні критики, такі як австрієць Фрідріх Ахляйтнер, звинуватили Стерлінга в монументальності та численних історичних посиланнях у його будівлі — порушенні табу, оскільки німецька архітектура повоєнного періоду, на відміну від архітектури націонал-соціалістів, уникала всього монументального та історизуючого. Стерлінг відповів на критику: «Ми сподіваємося, що будівля стала монументальною, тому що монументальність лежить в основі традиції громадських будівель. Але так само ми сподіваємося, що вона стала неформальною і „популістською“, народною». Кількість відвідувачів піднялася до другого місця в німецькій статистиці відвідувань у перший рік після відкриття.

### Розширення Старої державної галереї
У 2000—2002 роках до Старої Державної галереї було збудовано прибудову, яка стала третім корпусом Державної галереї, де сьогодні розміщена колекція графіки, а також дві нові виставкові зали та кабінет графічних мистецтв. Будівля була спроектована швейцарським подружжям архітекторів Катаріною та Вільфрідом Штайбами. Будівля складається з п'яти поверхів завдовжки 70 метрів і розташована на сході за Старою державною галереєю, з якою її з'єднують два скляні мости. Вперше з часів Другої світової війни колекція гравюр Державної галереї, яка налічує понад 400 000 об'єктів, отримала відповідне приміщення для забезпечення належного зберігання, реставрації та презентації творів.

### Директори
- Carl Lemcke[de], 1881 bis 1901
- Konrad Lange[de], 1901 bis 1907
- Max Diez, 1907 bis 1915
- Heinrich Weizsäcker[de], 1915 bis 1919?
- Edwin Redslob[de], 1919 bis 1920?
- Hans Buchheit[de], 1920 bis 1931
- Otto Fischer[de], 1921 bis 1927
- Heinz Braune[de], 1927 bis 1946
- Heinrich Theodor Musper, 1946 bis 1963
- Erwin Petermann, 1963 bis 1969
- Peter Beye[de], 1969 bis 1994
- Christian von Holst[de], 1994 bis 2006
- Sean Rainbird[de], 2006 bis 2012
- Christiane Lange[de], seit 2013

## Колекція

### Історія колекції картин та скульптур
Колекція Державної галереї налічує близько 5000 картин і скульптур. Її історія сягає 18 століття. У цей час герцоги Вюртемберзькі заклали основи колекції.
Серед іншого, у Державній галереї зберігаються:

#### Давньонімецький живопис 1300—1550 років
Фундамент цієї колекції було закладено у 1859 році, коли з колекції Карла Густава Абельса було придбано 73 старовинних швабських панно, серед яких були й роботи Бартоломеоса Цайтблома.
Завдяки ініціативі директора Конрада Фон Ланґе (1901—1907) колекція була значно розширена у 20 столітті. Музей зміг придбати не лише такі важливі твори, як крилатий вівтар Мюльгаузена (також відомий як «Празький вівтар») та вівтар Енінгена, але й численні картини з королівських та церковних колекцій. Конрад Ланге зосередився на профілюванні та акцентуванні старої швабської колекції. У 1924 році до колекції було додано Герренберґський вівтар, шедевр Єрґа Ратґеба. Після закінчення Другої світової війни також були придбані важливі роботи регіональних художників. Серед них Ганс Шойфелін, Ганс Гольбейн Старший, Лукас Кранах Старший та Крістоф Амбергер.
Пізніше старонімецька колекція поповнилася такими взірцевими творами, як панно майстра Дармштадтських страстей, робота «Христос як скорботний чоловік» Ганса Бальдунга та "Сірі страсті" Ганса Гольбейна.

#### Італійський живопис 1300—1800 років

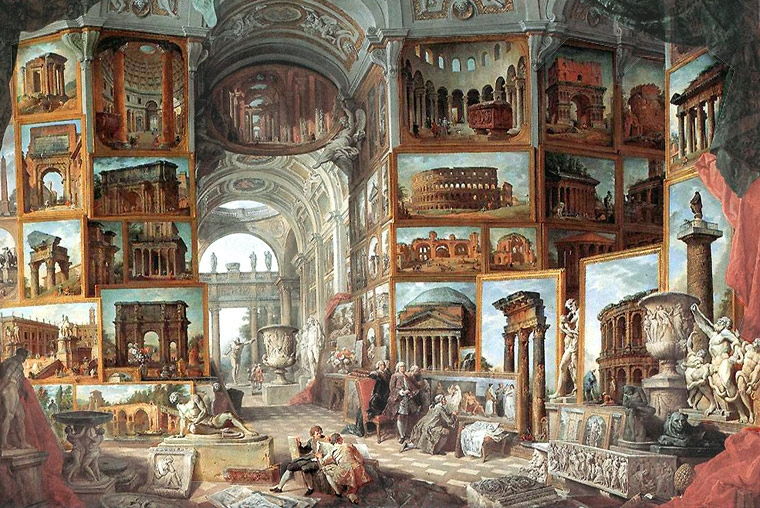
Джіованні Паоло Панніні - Roma Antica(1745-1757)

На ранній стадії створення колекції було придбано такі важливі роботи як великоформатний «Христос з хананеянами» Маттіа Преті та фрагменти «Коронації Діви Марії» Фра Бартоломмео. Придбання венеціанської приватної колекції Барбіні-Бреганзе у 1852 році, з її високою часткою картин Бароко та Рококо, стало вирішальним кроком у цьому напрямку. Зі 195 картинами ця колекція формує найбільший комплекс італійського живопису в Державній галереї, більше половини загальної кількості зібраних картин походять з 17 і 18 століть.
Незадовго до початку 20-го століття керівництво Державною галереєю вперше було передано історику мистецтва, що дозволило розставити нові акценти у комплектуванні після тривалого періоду придбання творів класицизму. У 1948 році до Державної галереї було передано 31 італійський твір. Серед них були картини Джованні Баттиста Піттоні, Бернардо Строцці, Андреа Челесті, Франческо Маффеї, Ніколи Грассі та Луки Джордано. Особливістю колекції Державної галереї є роботи художників, які рідко представлені в музеях. Серед них — Крозато, П'єтро Фаччіні та Гаспаре Траверсі. Нещодавні придбання також були зроблені відповідно до існуючої структури колекції.
У 1971 році Державна галерея отримала 36 ранніх італійських панно у спадок від Герхарда Фрайхерра фон Прейшена. Цей аспект колекції також розширювався за рахунок окремих цільових придбань, таких як роботи Маріотто ді Нардо чи Лоренцо Монако, а також панно Майстра панно Ербаха з кола Джотто.

#### Нідерландський живопис 1500—1700 років
Голландська колекція Державної галереї налічує близько 70 картин майже трьох століть. Такий середній розмір можна пояснити тим, що систематичне поповнення колекції стало можливим лише на пізньому етапі. Деякі важливі роботи походять з історичних колекцій: картина Ганса Мемлінга «Вірсавія у ванні» потрапила до Державної галереї завдяки придбанню колекції графа Ґустава Адольфа фон Ґоттера. Картина Яна ван Амстеля «В'їзд Христа в Єрусалим» раніше перебувала у володінні бургграфа Рейнхарда фон Редера. Обидві роботи були придбані у 18 столітті. Кілька важливих придбань було зроблено і в наступному столітті: «Павло у в'язниці» Рембрандта ван Рейна та «Сімейний портрет» Вібранда Сімонса.
Пожертвування Генріха фон Рустіґе в галузі голландського пейзажного живопису розставило перші акценти для галереї. У 1940-х роках він передав до Державної галереї картини Яна ван Кесселя, Алларта ван Евердінгена, Йооса де Момпера та Антона Міроу, серед інших. З 1950-х років колекція поповнилася роботами Аельберта Бутса, Пітера Пауля Рубенса, Рембрандта ван Рейна, Франса Гальса, Яна Девідса де Хема, Яна Стіна, Емануеля де Вітте та інших художників.

#### Мистецтво 1800—1900 років

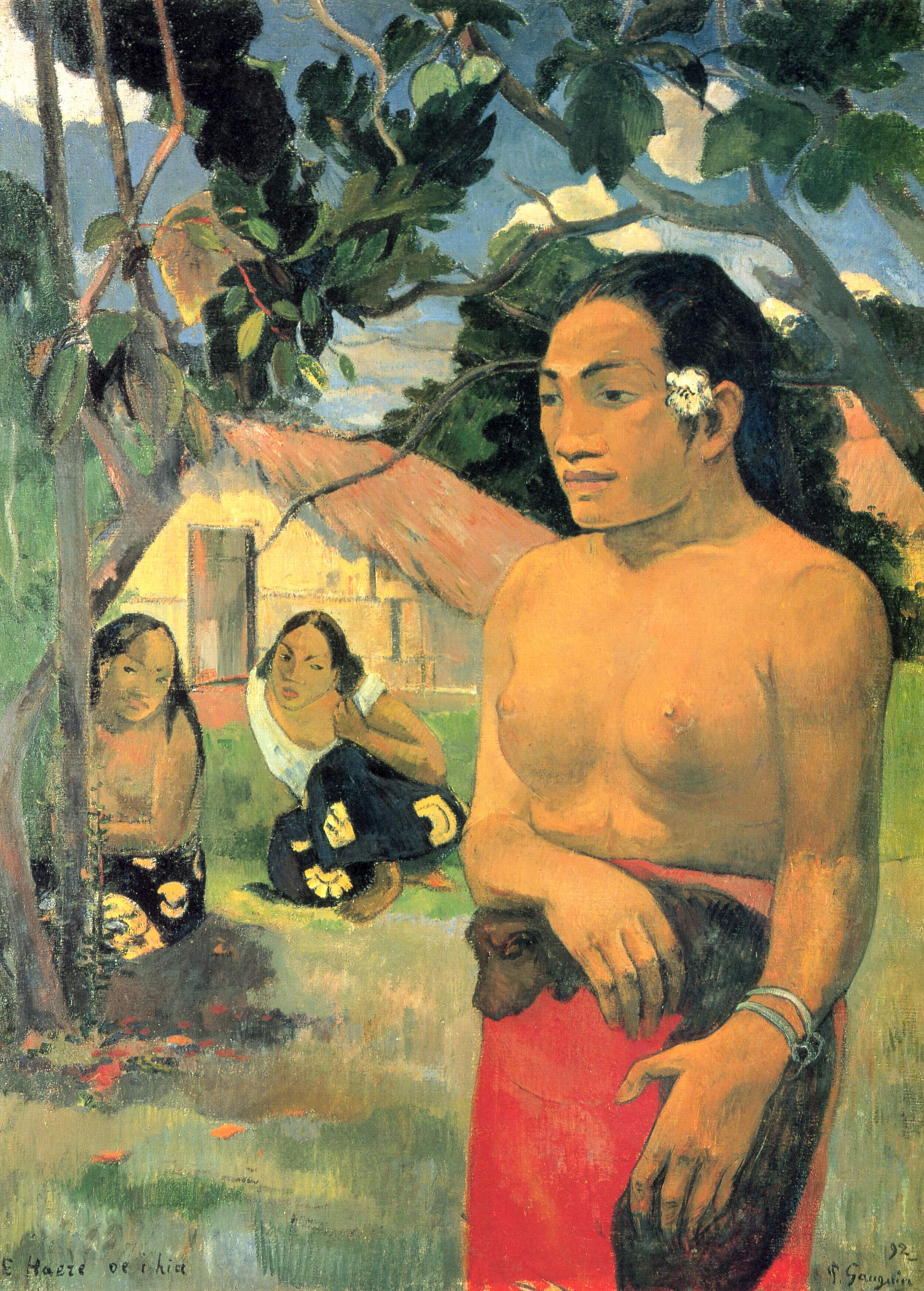
Поль Гоген - Haere oe i hia ("Куди ти йдеш?) І, 1892

Колекція 19 століття включає твори регіонального та міжнародного мистецтва, переважно з Франції та Англії. Ця колекція походить з князівських володінь у 18 столітті і була розширена завдяки королівським пожертвам у 19 столітті та цілеспрямованим придбанням, які продовжуються донині. Романтичне мистецтво представлене роботами Каспара Давида Фрідріха, Карла Густава Каруса та Карла Блехена. Романтизм формує контрапункт до південно-західного німецького класицизму, протагоністами якого є скульптор Йоганн Генріх Даннекер та художники Ґоттліб Шик і Філіп Фрідріх фон Гетш. У французькому мистецтві середину століття представляють романтик Ежен Делакруа та натураліст Гюстав Курбе, а також ранній імпресіонізм з Клодом Моне, Альфредом Сіслеєм та П'єром-Огюстом Ренуаром (мадам Віктор Шокке). Важливими представниками живопису рубежу століть є роботи Каміля Піссарро, Поля Сіньяка, Едґара Деґа, Поля Сезанна та Поля Гогена, що зберігаються в колекції Державної галереї.

#### Мистецтво 1900-1980 років

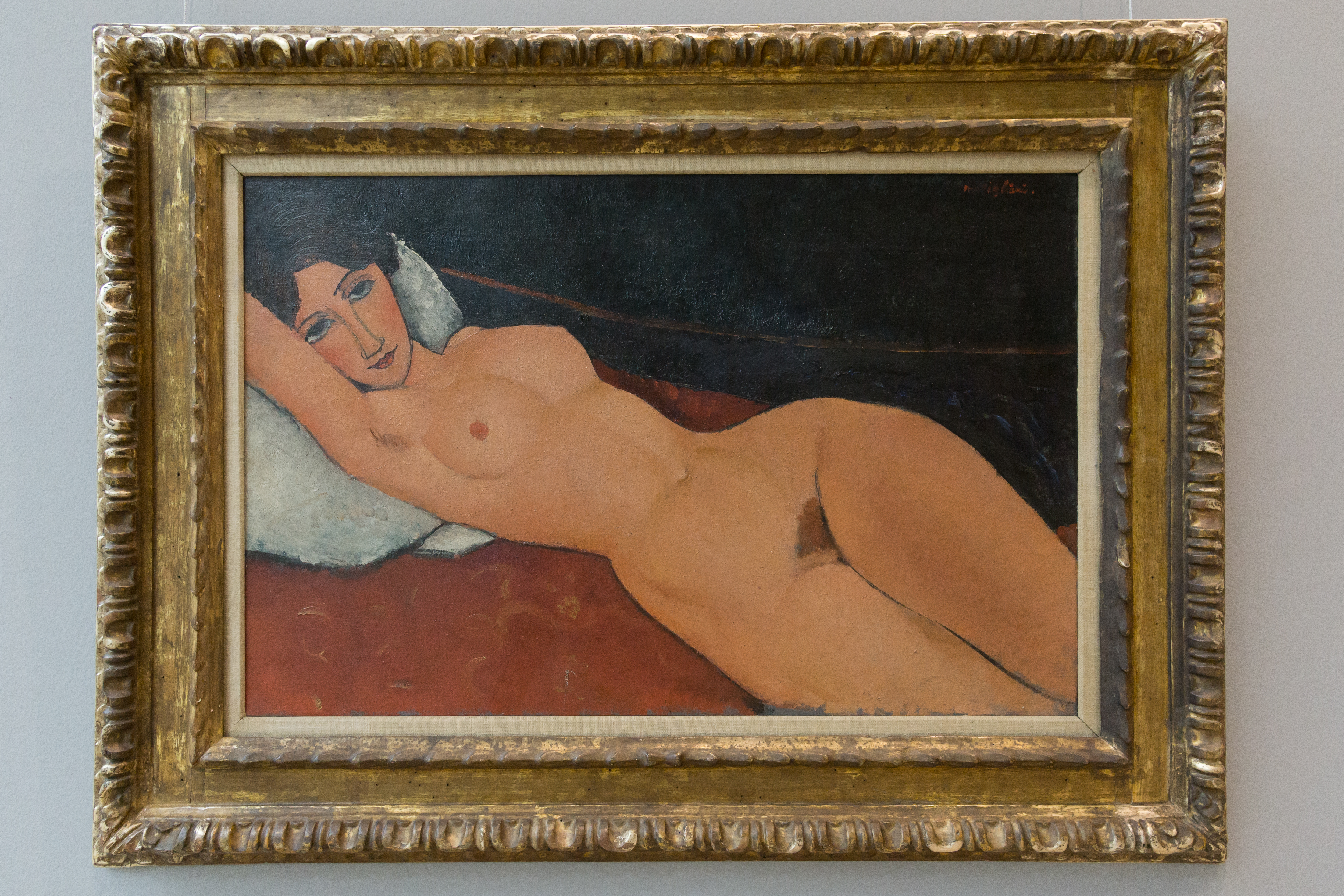
Амедео Модільяні - Оголена жінка, що лежить на білій подушці

Колекція класичного модернізму в Державній галереї Штутгарта складається не лише з окремих видатних творів, але й утворює своєрідний зразковий зріз різних мистецьких груп і стилістичних течій перших десятиліть 20-го століття. Роботи Ернста Барлаха, Макса Бекмана, Отто Дікса, Конрада Феліксмюллера, Еріха Геккеля, Ернста Людвіга Кірхнера, Пауля Клеє, Оскара Шлеммера, Карла Шмідта-Роттлуфа та інших, придбані у 1920-х роках, стали жертвами націонал-соціалістичної кампанії "Дегенеративне мистецтво", і лише деякі з них вдалося придбати знову. У 1959 році було придбано 30 робіт з колекції норвезького судновласника Раґнара Мольцау. Таким чином, Державна галерея отримала 30 творів французького імпресіоністичного живопису та роботи Пабло Пікассо.
Ця колекція поповнювалася впродовж 1960-1970-х років, не тільки картинами, а також скульптурами. Придбання колекції штутгартського промисловця Гуґо Борста у 1968 році поповнило її численними картинами Макса Бекмана, Жоржа Брака, Пауля Клеє та Августа Маке, та інших. У 1970-х роках основна увага була зосереджена на придбанні творів Баугаузу і Конструктивізму, а також Дадаїзму, Сюрреалізму та робіт Йозефа Бойса. У 1998 році колекція Штегмана, яка включає скульптури та картини Пабло Пікассо, була передана в постійне користування Державній галереї. Колекція також поповнилася роботами Анрі Матісса, Піта Мондріана, Франца Марка та Отто Фройндліха.

#### Архів
У Державній галереї зберігаються чотири великі архівні колекції. Дві з них містять роботи штутгартських художників Оскара Шлеммера та Адольфа Хьольцеля. Галерея також володіє маєтком мистецтвознавця Вілла Громана, а в архіві Зома зберігається велика колекція медіа-мистецтва, наприклад, Флуксус, Хепенінг і Фігурні вірші. Всі архіви відкриті для громадськості і можуть бути використані для досліджень.

#### Колекція графіки
Міжнародна колекція гравюр і малюнків Державної галереї Штутгарта включає малюнки, акварелі, гравюри, портфоліо, ілюстровані книги, книжкові об'єкти, плакати, екслібриси, колажі та фотографії. Вона містить понад 400 000 робіт більш ніж 12 000 художників. У 2010 році колекція графіки  відсвяткувала своє 200-річчя. Тимчасові виставки Графічної колекції відбуваються у Графічному кабінеті.

#### «Цифрова колекція» (раніше «Цифровий каталог»)
З січня 2009 року "Цифрова колекція" надає онлайн-доступ до сторінок каталогу та мініатюрних зображень колекції Державної галереї. Вона була запущена з 500 творів від старих майстрів до 19 століття. Подальші роботи будуть постійно додаватися. У грудні 2016 року, з перезапуском вебсайту, цифровий каталог також було розширено різними функціями і перейменовано на Collection Digital. Окрім повнотекстового пошуку, можна також шукати за допомогою різних категорій фільтрів та позначати улюблені роботи.

## Спеціальні виставки
У Державній галереї регулярно проводяться тематичні та тимчасові виставки, присвячені художникам або мистецьким напрямкам, такі як "Великий графічний бум - американське мистецтво 1960-1990" (2017), "Pop Unlimited" (2017) або виставка землі Баден-Вюртемберг "Майстер фон Мескірх, Френсіс Бекон. Невидимі простори (2016/2017) або Кірхнер і "Künstlergemeinschaft Brücke" (2018).
Найбільшою виставкою на сьогоднішній день зі 185 експонатами стала виставка «Ательє Міфос». Від Шпіцвега до Пікассо. Від Джакометті до Наумана (2012/2013). Одним з важливих експонатів, наприклад, була студія Піта Мондріана, яка була реконструйована і стала доступною для відвідування.
З нагоди 50-річчя мистецького руху "Флуксус", відбулася виставка "Флуксус! Античне мистецтво - це теж мистецтво" (2012/2013). Експонати переважно походили з архіву Зома Державної галереї Штутгарта. Окрім основних тематичних напрямків Fluxus, були представлені такі мистецькі особистості, як Ґеорг Брехт, Ґеорг Мачюнас, Йоко Оно та Роберт Уоттс.
Виставка Едвард Берн-Джонс. Земний рай. Земний рай (2009/2010) стала першою монографічною виставкою, присвяченою Едварду Берн-Джонсу.
Після тривалої реставрації "Сірих страстей" Ганса Гольбейна, вівтарний твір, придбаний у 2003 році, був показаний на виставці "Ганс Гольбейн Старший: Сірі страсті у своєму часі" (2010/2011).
У 2014 році Державна галерея представила виставку землі Баден-Вюртемберг під назвою "Оскар Шлеммер. Візії нового світу", найбільшу ретроспективу робіт Шлеммера за останні 40 років. З 21 листопада 2014 року по 6 квітня 2015 року вона віддавала данину поваги творчості штутгартського художника. Окрім близько 200 картин, скульптур, графічних робіт та оригінальних костюмів, раніше неопубліковані документи, придбані Штутгартською державною галереєю у 2012 році, також передають мистецьке бачення Шлеммера.
У 2016 році відбулася ретроспектива "Джорджо де Кіріко. Магія модернізму".
Крім того, з березня 2019 року по лютий 2020 року в Державній галереї експонувалася вражаюча робота Бенксі "Любов у смітнику".

## Цикл виставок "Offenes Depot"
Під назвою "Відкрите сховище" Державна галерея Штутгарта навесні 2009 року розпочала нову серію концентрованих досліджень своєї колекції. Відправною точкою є роботи та колекції, розташовані у фондосховищах та архівах музею, а також дослідження самого фондосховища як місця зберігання та категоризації. Серія ставить питання про взаємодію між твором мистецтва та місцем його репрезентації, музейною системою категоризації, не лише конкретно у зв'язку з колекцією Штутгартської державної галереї, але й представляє сучасні мистецькі позиції.
Наразі відбулися наступні виставки:
- Offenes Depot #01: Anja Kirschner und David Panos – The Empty Plan. 29. Juni bis 9. Oktober 2011
- Offenes Depot #02: Melvin Moti – Die Kunst der Orientierung. 12. November 2011 bis 4. März 2012
- Offenes Depot #03: Simon Starling – ANALOGUE ANALOGIES (Under Small Yellow Horses / Double Patti / Christ Entombed [in an Archival Envelope] / Etc.). 26. Oktober 2013 bis 23. März 2014

## "Offenes Depot" колекції Шарпфф
Державна галерея Штутгарта є частиною проекту співпраці "Відкрите депо" Колекції Шарпффа. Завдяки співпраці Каролін Шарпфф-Штрібіх, керівниці колекції, було створено так зване "відкрите депо", в яке інтегровані твори сучасного мистецтва з приватної колекції. Це дає можливість п'яти німецьким музеям - Гамбурзькій картинній галереї, Художньому музею Штутгарта, Художньому музею Бонна, Державній галереї Штутгарта та Художній галереї Мангейма  - працювати з фондами колекції, яка формувалася подружжям Рудольфа та Уте Шарпфів з 1960-х років відповідно до їхніх власних ідей та побажань на основі угоди про співпрацю.

## Фінансування
Державна галерея Штутгарта, яку підтримує земля Баден-Вюртемберг і яка організована як державне підприємство, фінансується за рахунок державних коштів, вхідних квитків і спонсорських внесків. Серед спонсорів - Daimler AG, Deutscher Sparkassenverlag, Würth-Gruppe, L-Bank, Landesbank Baden-Württemberg та Baden-Württembergische Bank.
Починаючи з 1906 року, асоціація "Друзі Державної галереї" підтримує збереження та розширення музею, налічуючи близько 10 000 членів. Асоціація також підтримує мистецьку освіту і час від часу фінансує публікації та виставки. У 1986 році "Друзі Державної галереї" також заснували "Коло друзів Державної галереї", яке налічує близько 400 членів. Наприкінці 2007 року правління "Друзів Державної галереї" заснувало незалежну Фундацію "Друзів Державної галереї Штутгарт", яка займається підтримкою мистецтва та культури. Оскільки державні бюджети на придбання творів мистецтва постійно зменшуються, фонд збирає стабільні кошти для Державної галереї та "Друзів Державної галереї".

## Реституція
З жовтня 2009 року історикиня Аня Хойс займається дослідженням походження експонатів у Державній галереї. Вона з'ясовує, чи є в музеї незаконно придбані культурні артефакти. Зокрема, досліджується історія творів, придбаних після 1933 року і створених до 1945 року. У дев'яти випадках є претензії від спадкоємців єврейських арт-дилерів. Крім того, Державна галерея Штутгарта розглядає інші справи за власною ініціативою. Важко відрізнити, чи був твір мистецтва проданий за звичайних умов, чи продаж був зумовлений переслідуванням. Класифікацію також ускладнює той факт, що інвентар і всі документи Державної галереї Штутгарта були спалені під час Другої світової війни. Державна галерея не має жодних документів за період до 1933 року.
У 2009 році Державна галерея повернула спадкоємцям попереднього єврейського власника дві картини, які належали вуппертальському арт-дилеру Вальтеру Вестфельду і були незаконно конфісковані та продані з аукціону націонал-соціалістами у 1938 році. Йдеться про картину Адольфа фон Менцеля "Натюрморт з перекинутим чайником" та картину невідомого художника "Дівчина перед альтанкою".
Також у 2009 році, після судового спору у федеральному суді Нью-Йорка, Аугсбурзька генеалогічна книга була повернута землі Баден-Вюртемберг. Під час Другої світової війни цінна "Штутгартська стрічка" була викрадена зі сховища у Вальдбурзі/Гогенлое і вважалася спаленою, поки не з'явилася на аукціоні Sotheby's у Нью-Йорку в 2004 році. Спроби німецького посольства домовитися з нинішнім власником не увінчалися успіхом. У 2010 році вона повернулася до колекції гравюр і малюнків Державної галереї після того, як суд у США ухвалив рішення на її користь. У томі зображені герби, які тримають різні фантастично зображені фігури. Метою видання було яскраво представити ранг і статус родин, що носили герби. У 2012 році в Державній галереї відбулася виставка, присвячена віднайденому тому.
У березні 2013 року картину "Марія з немовлям" (анонімного фламандського майстра, яку раніше приписували майстру з Флемаля) повернули громаді спадкоємців колишнього єврейського власника Макса Штерна. З'ясувалося, що картина була продана лише після прийняття Нюрнберзьких расових законів від 15 вересня 1935 року. Таким чином, продаж слід кваліфікувати як пов'язаний з переслідуванням.
У випадку з єврейським арт-дилером Альфредом Флехтгаймом спадкоємці претендували на сім робіт. Не вдалося встановити, що будь-яка з робіт була продана в результаті переслідувань.
Твори, які були придбані незаконно і для яких не вдалося знайти спадкоємців, можна знайти в Базі даних втраченого мистецтва, що дає можливість спадкоємцям заявити про себе. Наразі в державних музеях Баден-Вюртемберга триває 30 реституційних проваджень.
У 2022 році виставка "Стаючи відомим - Пітер Пауль Рубенс" вкотре привернула увагу до картини "Героніма Спінола Спінола з онукою Марією Джованною Серра", що належить Державній галереї, у зв'язку з її походженням з єврейської власності.

## Освітня та посередницька діяльність
Державна галерея пропонує супровідну програму для всіх виставок. Вона спрямована, зокрема, на дітей, молодь та сім'ї, наприклад, у формі дитячих практичних екскурсій або сімейних неділь.
У жовтні 2009 року Молодіжний фонд Руді Хойслера передав Державній галереї Штутгарта будівлю, яка до 1945 року належала колишній Вюртемберзькій академії мистецтв на Урбанштрассе. Раніше Фонд придбав її у держави та відремонтував за власні кошти. У цій будівлі розмістився відділ освіти та медіації. У будівлі є різні кімнати для групової роботи та медіа-кімната, де люди можуть працювати з фотографією та фільмами. Решту приміщень заповнюють художні архіви Державної галереї.

## Додатково
Державна галерея Штутгарту - перший художній музей у Німеччині, який використовує професійну систему управління якістю відповідно до ISO 9001, а з 2016 року також сертифікований за стандартами ISO 14001 та ISO 50001 у сфері екологічного та енергетичного менеджменту.

## Фільми
- Museums-Check[de] mit Markus Brock[de]: Staatsgalerie Stuttgart. 30 хв., Buch und Regie: Martina Klug, Виробництво: SWR[de], 3sat, дата виходу: 11. Mai 2014.